# سفارة نيبال في مصر
سفارة نيبال لدى مصر هي الممثلية الدبلوماسية العليا لدولة نيبال لدى جمهورية مصر العربية. 

## موقع

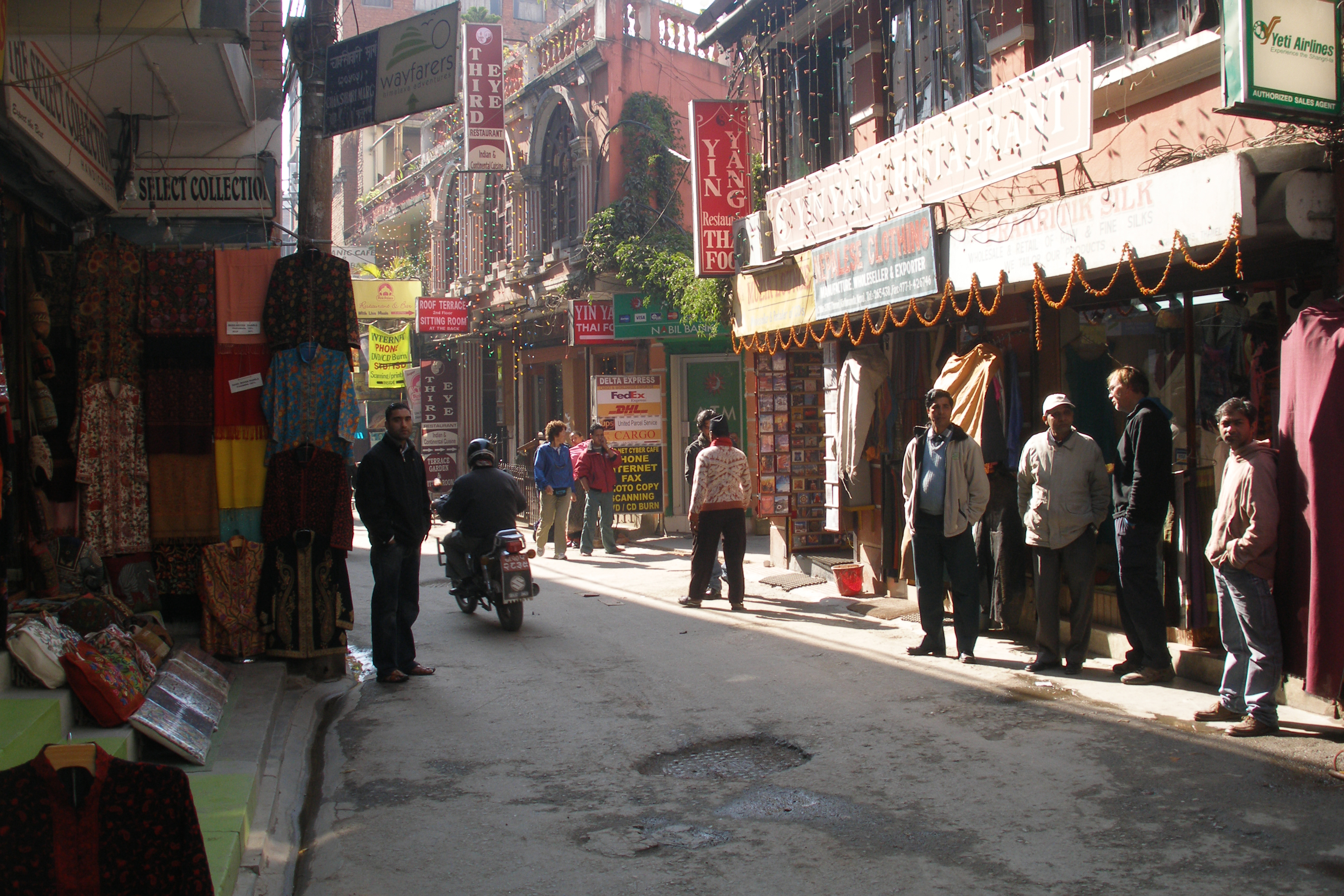

تقع السفارة في 23 محمد مظهر، الزمالك، الجيزة 

## اقرأ أيضا
- قائمة البعثات الديبلوماسية في مصر
- وزارة الخارجية المصرية
- قائمة رحلات عبد الفتاح السيسي الخارجية في الفترة الرئاسية الأولى
- قائمة رحلات عبد الفتاح السيسي الخارجية في الفترة الرئاسية الثانية
- قائمة رحلات عدلي منصور الرئاسية الخارجية